# Apremont-la-Forêt
Apremont-la-Forêt é uma comuna francesa na região administrativa de Grande Leste, no departamento de Meuse. Estende-se por uma área de 32,89 km². Em 2010 a comuna tinha 413 habitantes (densidade: 12,6 hab./km²).